# Championnats du monde de triathlon cross 2015
Navigation
Édition précédente Édition suivante
Les championnats du monde de triathlon cross 2015, organisé par la  Fédération internationale de triathlon (ITU) depuis 2011, se sont déroulés le 26 septembre à Cagliari en Italie. Les triathlètes se sont affrontés lors d'une épreuve sur distance M, comprenant 1500 mètres de natation, 31 km de vélo tout terrain (VTT) et 9,6 km de course à pied hors route.

## Résumé
La triathlète Bermudienne Flora Duffy médaille d'argent en 2014, remporte le titre 2015 devant la Chilienne Barbara Riveros Diaz et la Hongroise Brigitta Poór. Flora Duffy a pris la tête de la course dès la sortie de la natation pour entamer la partie VTT avec une minute trente d'avance sur ses poursuivantes. Elle accroît son avance à deux minutes au départ de la course à pied et conserve cette avance jusqu'à la victoire. La tenante du titre  l'Allemande Kathrin Müller cède son titre et termine à 13 minutes de la Bermudienne. En 2014, Flora Duffy a également  remporté le championnat du monde de Xterra Triathlon à Maui sur l'ile d'Hawaï.
L'Espagnol Ruben Ruzafa  conserve son titre en remportant pour la seconde année consécutive le championnat. Il remporte ce titre devant le Mexicain Francisco Seranno et le Néo-Zelandais Sam Osborne. Dominé par l'Allemand Jens Roth sur la partie natation, l'Espagnol refait son retard sur le premier tour du circuit vélo. Il prend la tête de la compétition au départ de la course à pied et franchit la ligne d'arrivée en 2 heures 13 minutes
11 secondes. Ruben Ruzafa ajoute ce deuxième titre aux trois titres de champion du monde déjà acquis en 2008, 2013 et 2014 sur le circuit de Xterra Triathlon.
Le Français Arthur Forissier champion d'Europe de cross triathlon 2015, termine dans le top 10, à la huitième place en 2 heures, 17 minutes et 42 secondes.

## Résultats
Les tableaux présentent les « Top 10 » hommes et femmes des championnats du monde. 

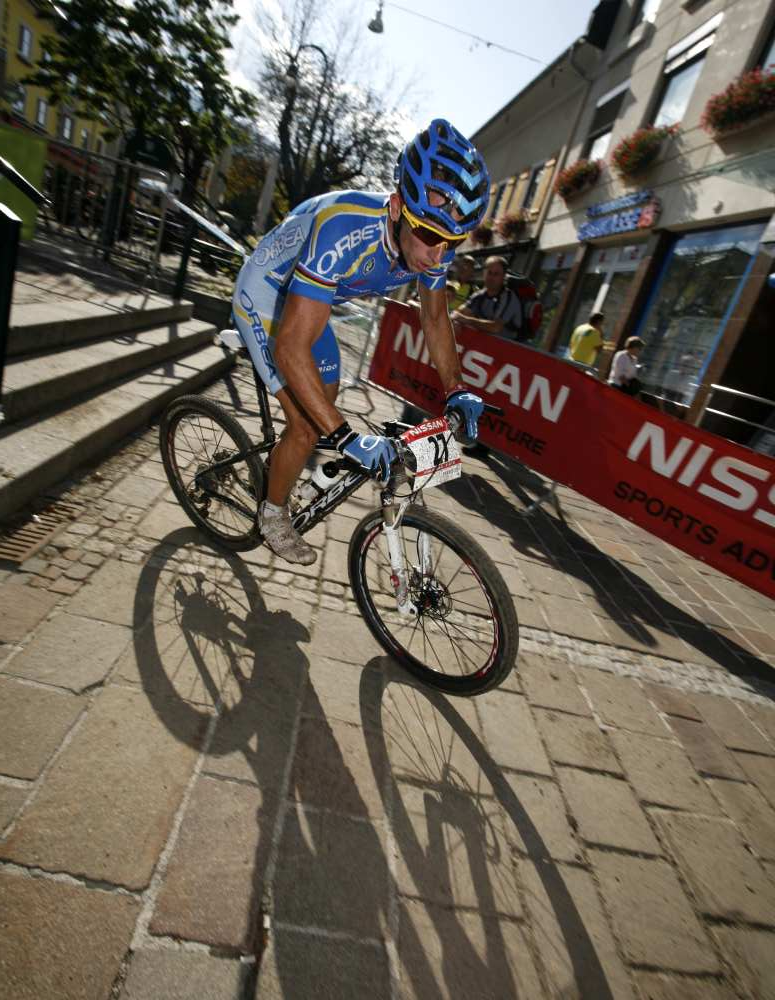
Ruben Ruzafa

| Position           | Triathlète        | Pays             | Temps           |
| ------------------ | ----------------- | ---------------- | --------------- |
| Médaille d'or      | Ruben Ruzafa      | Espagne          | 2 h 13 min 11 s |
| Médaille d'argent  | Francisco Serrano | Mexique          | 2 h 13 min 38 s |
| Médaille de bronze | Sam Osborne       | Nouvelle-Zélande | 2 h 16 min 2 s  |
| 4                  | Rom Akerson       | Costa Rica       | 2 h 16 min 28 s |
| 5                  | Ben Allen         | Australie        | 2 h 16 min 35 s |
| 6                  | Yeray Luxem       | Belgique         | 2 h 17 min 23 s |
| 7                  | Kris Coddens      | Belgique         | 2 h 17 min 40 s |
| 8                  | Arthur Forissier  | France           | 2 h 17 min 42 s |
| 9                  | Francois Carloni  | France           | 2 h 17 min 45 s |
| 10                 | Jorik Van Egdom   | Pays-Bas         | 2 h 17 min 48 s |

| Position           | Triathlète           | Pays             | Temps           |
| ------------------ | -------------------- | ---------------- | --------------- |
| Médaille d'or      | Flora Duffy          | Bermudes         | 2 h 25 min 56 s |
| Médaille d'argent  | Barbara Riveros Diaz | Chili            | 2 h 23 min 46 s |
| Médaille de bronze | Brigitta Poór        | Hongrie          | 2 h 38 min 10 s |
| 4                  | Jacqueline Slack     | Royaume-Uni      | 2 h 40 min 13 s |
| 5                  | Carla Van Huyssteen  | Afrique du Sud   | 2 h 40 min 26 s |
| 6                  | Carina Wasle         | Autriche         | 2 h 41 min 34 s |
| 7                  | Monica Cibin         | Italie           | 2 h 43 min 6 s  |
| 8                  | Renata Bucher        | Suisse           | 2 h 45 min 5 s  |
| 9                  | Elizabeth Orchard    | Nouvelle-Zélande | 2 h 45 min 6 s  |
| 10                 | Ladina Buss          | Suisse           | 2 h 45 min 3 s  |